# تکنسیم

جای تکنسیوم در جدول تناوبی

تکنسیُم (به انگلیسی: Technetium) سبک‌ترین عنصر شیمیایی است که در طبیعت ایزوتوپ پایدار ندارد. عدد اتمی آن ۴۳ و نشانه آن Tc است. جرم اتمی میانگین این عنصر به دلیل نیم عمر کم و تنوع ایزوتوپها دقیق محاسبه نشده است.
تکنسیم پرتوزا است و ترکیبات آن که پرتو گاما می‌پراکند در پزشکی هسته‌ای به‌کار می‌رود و کاربرد آن در پزشکی برای تصویر برداری غده تیروئید و شناسایی سلول‌های سرطانی است.
این عنصر برای اولین بار در آزمایشگاه دانشگاه کالیفرنیا و به مدیریت ارنست لارنس در شهر کالیفرنیا در سال ۱۹۳۷ میلادی و به واسطه یک سیکلوترون ۳۷ اینچی تولید شد. همچنین این عنصر نخستین عنصر مصنوعی ساخت بشر است.